# Благовония

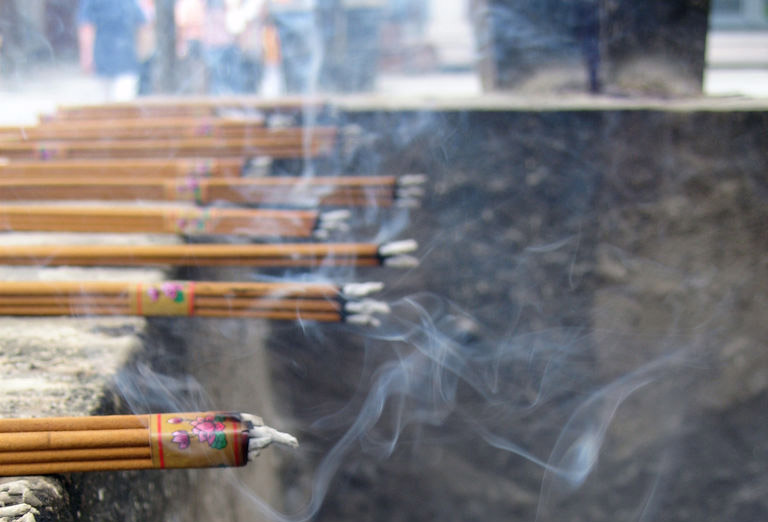
Курительные свечи

Благовония — группа ароматных веществ, которыми с древнейших времён пользовались люди в качестве лечебного или оздоравливающего, парфюмерного средства, а также для отправления религиозных ритуалов (см. фимиам). К числу древнейших благовоний относятся нард, ладан, камфора, сандал, мирра (растительного происхождения), мускус, амбра, оперкулум (животного происхождения).
В буддизме благовония использовались во время медитации. В христианстве в основном используется ладан во время богослужений. В Азии использование благовоний шире. Кроме использования в храмах, традиционно используется в домах как религиозный инструмент, а также как ароматизатор воздуха в помещении или на открытом воздухе.

## Средства для воскурения
- Курительная свеча
- Курительная бумага
- Бахур
- Кадило и кадильница
- Жертвенник воскурения